# C/2020 F3 (NEOWISE)
C/2020 F3 (NEOWISE), ou Cometa NEOWISE é um cometa retrógrado de longo período com uma trajetória quase parabólica descoberto em 27 de março de 2020 pelo telescópio espacial NEOWISE como um objeto de 17ª magnitude localizado a 2 UA (300 milhões de km; 190 milhões de milhas) de distância do Sol e a 1,7 UA (250 milhões de km; 160 milhões de milhas) de distância da Terra. A partir do dia 31 de março alguns observatórios situados na superfície da Terra passaram a acompanhar o cometa. 
Em julho de 2020, estava brilhante o suficiente para ser visível a olho nu. É um dos cometas mais brilhantes do hemisfério norte desde o cometa Hale-Bopp, em 1997.  Foi amplamente fotografado por observadores profissionais e amadores e foi vista por pessoas que moravam perto dos centros das cidades e áreas com poluição luminosa. Enquanto estava muito perto do Sol para ser observado no periélio, emergiu do periélio em torno de magnitude 0,5 a 1, tornando-o brilhante o suficiente para ser visível a olho nu. e permaneceu visível a olho nu durante a maior parte de julho de 2020.  Até 23 de julho, à medida que o cometa se afasta do Sol, ele se aproxima da Terra. Em 30 de julho, o cometa tinha cerca de magnitude 5, mas são necessários binóculos perto de áreas urbanas para localizar o cometa. O cometa está se afastando do Sol e da Terra, e uma lua crescente e brilhante e gibosa começa a interferir nos céus escuros.
Para observadores no hemisfério norte, de manhã, o cometa apareceu bem acima do horizonte no nordeste, abaixo de Capella. No 45º paralelo norte, o cometa ficou visível a noite toda de 13 a 22 de julho, porque estava circumpolar. Em 30 de julho, o cometa NEOWISE entrou na constelação de Coma Berenices, abaixo da estrela brilhante de Arcturus.

## História e observações

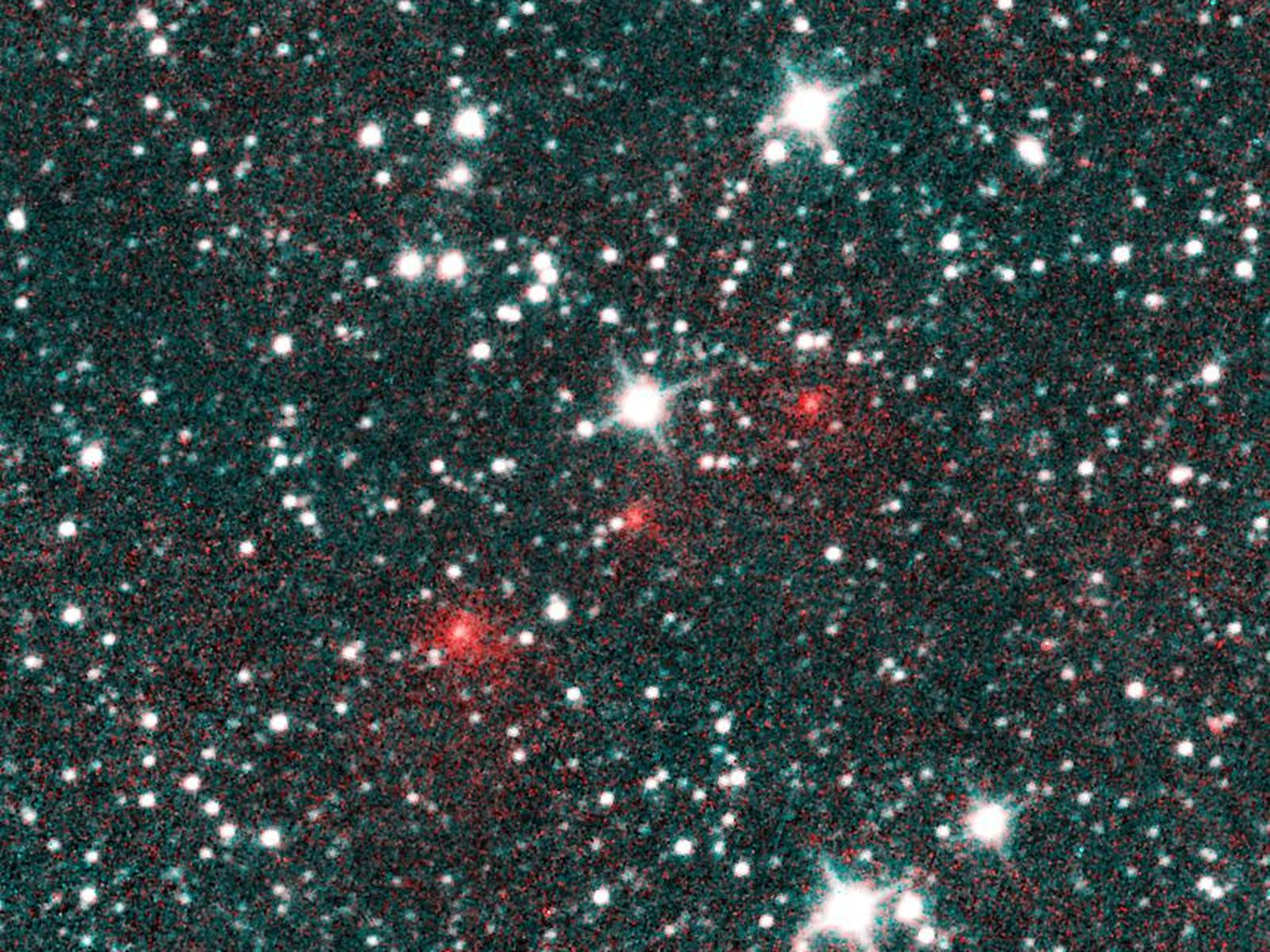
Imagem de Descoberta. O cometa aparece como três pontos vermelhos nebulosos neste composto de três imagens infravermelhas tiradas pela NEOWISE em 27 de março de 2020.

O objeto foi descoberto por uma equipe usando o telescópio espacial NEOWISE em 27 de março de 2020. Foi classificado como um cometa em 31 de março e recebeu o nome de NEOWISE em 1º de abril. Possui a  designação sistemática C/2020 F3, indicando um cometa não periódico que foi o terceiro descoberto na segunda metade de março de 2020.
O cometa NEOWISE fez sua aproximação mais próxima do Sol (periélio) em 3 de julho de 2020, a uma distância de 0,29 UA (43 milhões de quilômetros; 27 milhões de milhas). Esta passagem aumenta o período orbital do cometa de cerca de 4500 anos para cerca de 6800 anos. Sua aproximação mais próxima da Terra ocorrerá em 23 de julho de 2020, 01:14 UT, a uma distância de 0,69 UA (103 milhões de quilômetros; 64 milhões de milhas), enquanto estiver localizado na constelação de Ursa Maior.
Visto da Terra, o cometa estava a menos de 20 graus do Sol entre 11 de junho e 9 de julho de 2020. Em 10 de junho de 2020, quando o cometa estava sendo perdido pelo brilho do Sol, era de magnitude 7 aparente quando estava a 0,7 UA (100 milhões de quilômetros; 65 milhões de milhas) de distância do Sol e a 1,6 UA (240 milhões de quilômetros; 150 milhões de milhas) de distância da Terra. Quando o cometa entrou no campo de visão do instrumento LASCO C3 da sonda SOHO em 22 de junho de 2020, o cometa tinha aumentado para cerca de magnitude 3, quando estava a 0,4 UA (60 milhões de quilômetros; 37 milhões de milhas) de distância do Sol e 1,4 UA (210 milhões de km; 130 milhões de milhas) de distância da Terra.
No início de julho, o cometa NEOWISE havia aumentado para a magnitude 1, excedendo em muito o brilho alcançado pelos cometas anteriores, C/2020 F8 (SWAN) e C/2019 Y4 (ATLAS). Em julho, também havia desenvolvido uma segunda cauda. A primeira cauda é azul e feita de gás e íons. Há também uma separação vermelha na cauda causada por grandes quantidades de sódio. A segunda cauda é de cor dourada e é feita de poeira, como a cauda do cometa Hale-Bopp. Essa combinação se assemelha ao cometa C/2011 L4 (PANSTARRS). O cometa é mais brilhante que o C/2011 L4 (PANSTARRS), mas não tão brilhante quanto o Cometa Hale-Bopp em 1997. De acordo com a Associação Astronômica Britânica, o cometa brilhou de uma magnitude de cerca de 8 no início de junho para -2 em início de julho. Isso tornaria mais brilhante que Hale-Bopp. No entanto, como estava muito perto do Sol, foi relatado como magnitude 0 ou +1 e permaneceu tão brilhante por apenas alguns dias. Após o periélio, o cometa começou a desaparecer aproximadamente na mesma taxa que havia anteriormente iluminado, caindo para a magnitude 2.
Em 13 de julho de 2020, uma cauda de sódio foi confirmada pela instalação de entrada/saída do Instituto de Ciências Planetárias. Caudas de sódio só foram observadas em cometas muito brilhantes como Hale–Bopp e o sungrazer C/2012 S1 (ISON).
A partir da assinatura infravermelha, o diâmetro do núcleo do cometa é estimado em aproximadamente 5 km (3 milhas). O núcleo tem tamanho semelhante ao cometa Hyakutake e muitos cometas de curto período, como 2P/Encke, 7P/Pons-Winnecke, 8P/Tuttle, 14P/Wolf e 19P/Borrelly. Em 5 de julho, o Parker Solar Probe da NASA havia capturado uma imagem do cometa, a partir da qual os astrônomos também estimavam o diâmetro do núcleo do cometa em aproximadamente 5 km (3 milhas). Mais tarde, em julho de 2020, outras observações também foram relatadas, incluindo aquelas relacionadas à morfologia do coma  e às emissões de sódio.
Vários autores sugeriram que o cometa poderia se tornar um grande cometa.      Outros argumentaram que faltava o brilho e a cauda visível para se qualificar.

## Trajetória
O cometa tem uma órbita retrógrada com uma excentricidade de 0.9991691 e inclinado a aproximadamente 129 graus, no final de julho de 2020. Ele fez a sua aproximação mais próxima do Sol (periélio) em 3 de julho de 2020, a uma distância de 0,29 UA (43 milhões de km; 27 milhões de milhas). Em 18 de julho, o cometa atingiu uma declinação ao norte de +48 e foi circumpolar até a latitude 42N. E atingiu o ponto de sua órbita mais próxima da Terra em 23 de julho, passando a cerca de 0,69 AU (103 milhões de km) de distância enquanto estava localizado na constelação de Ursa Maior. Esta passagem aumenta o período orbital do cometa de cerca de 4400 anos para cerca de 6700 anos. O seu Afélio está localizado no Cinturão de Kuiper.

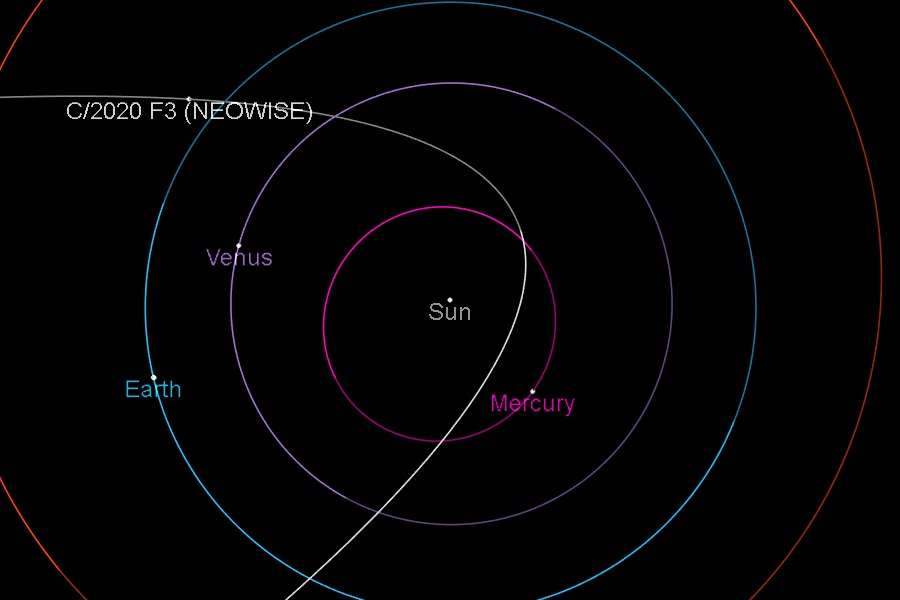
Diagrama da órbita quase parabólica do cometa
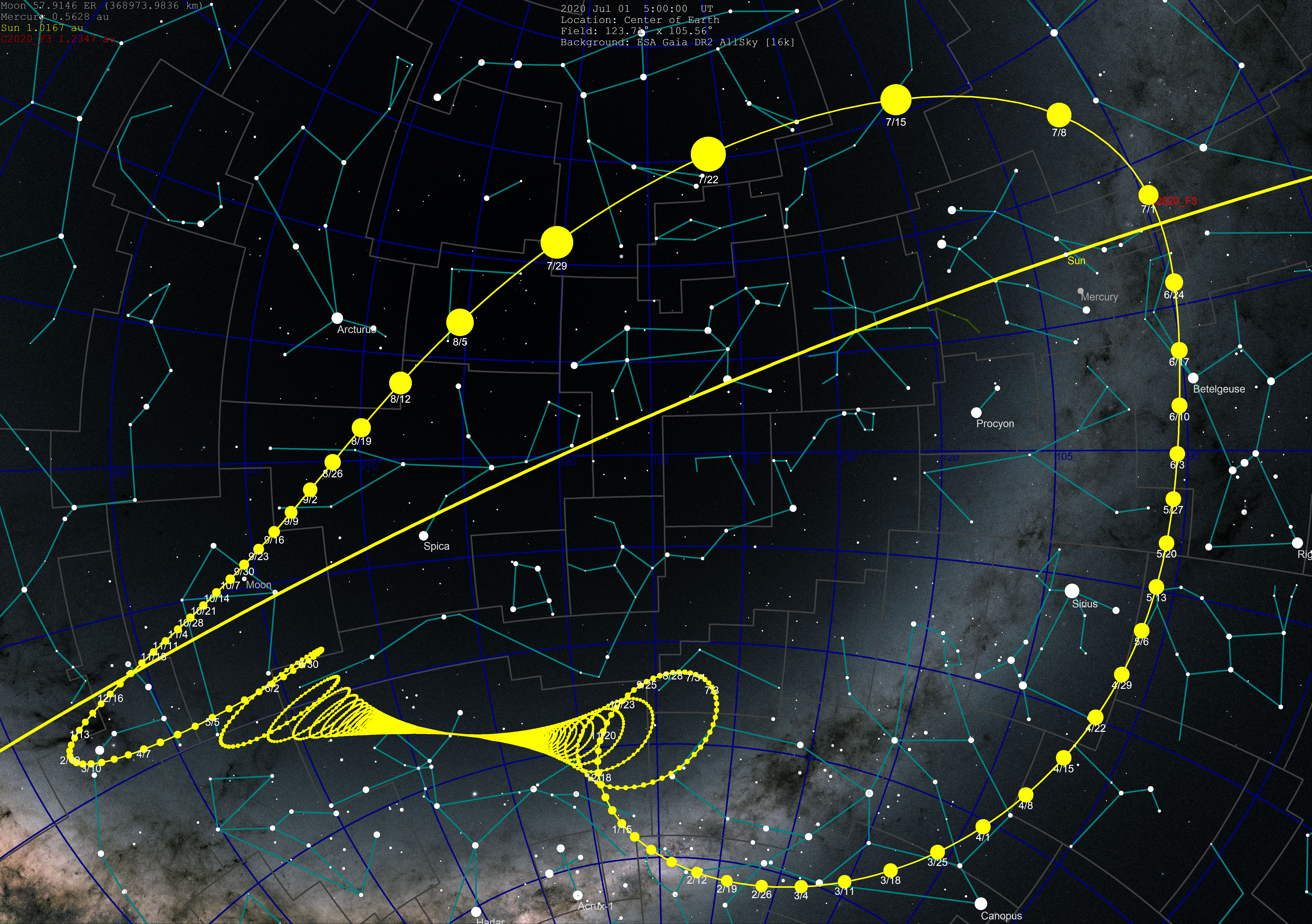
Posição do cometa no céu. Os loops retrógrados são causados pela paralaxe do movimento anual da Terra em torno do Sol; o movimento mais visível ocorre quando o cometa está mais próximo da Terra
Animação da órbita do C/2020 F3 em torno do Sol C/2020 F3 ·       Sol ·       Mercurio ·       Vênus ·       Terra ·       Marte

## Galeria
Em ordem cronológica.
- Renderização em vídeo das imagens capturadas pela Estação Espacial Internacional de sua órbita em 5 de julho de 2020, mostrando o NEOWISE se levantando contra a Terra. Com "Machinery Of The Stars" por Scott Buckley de fundo

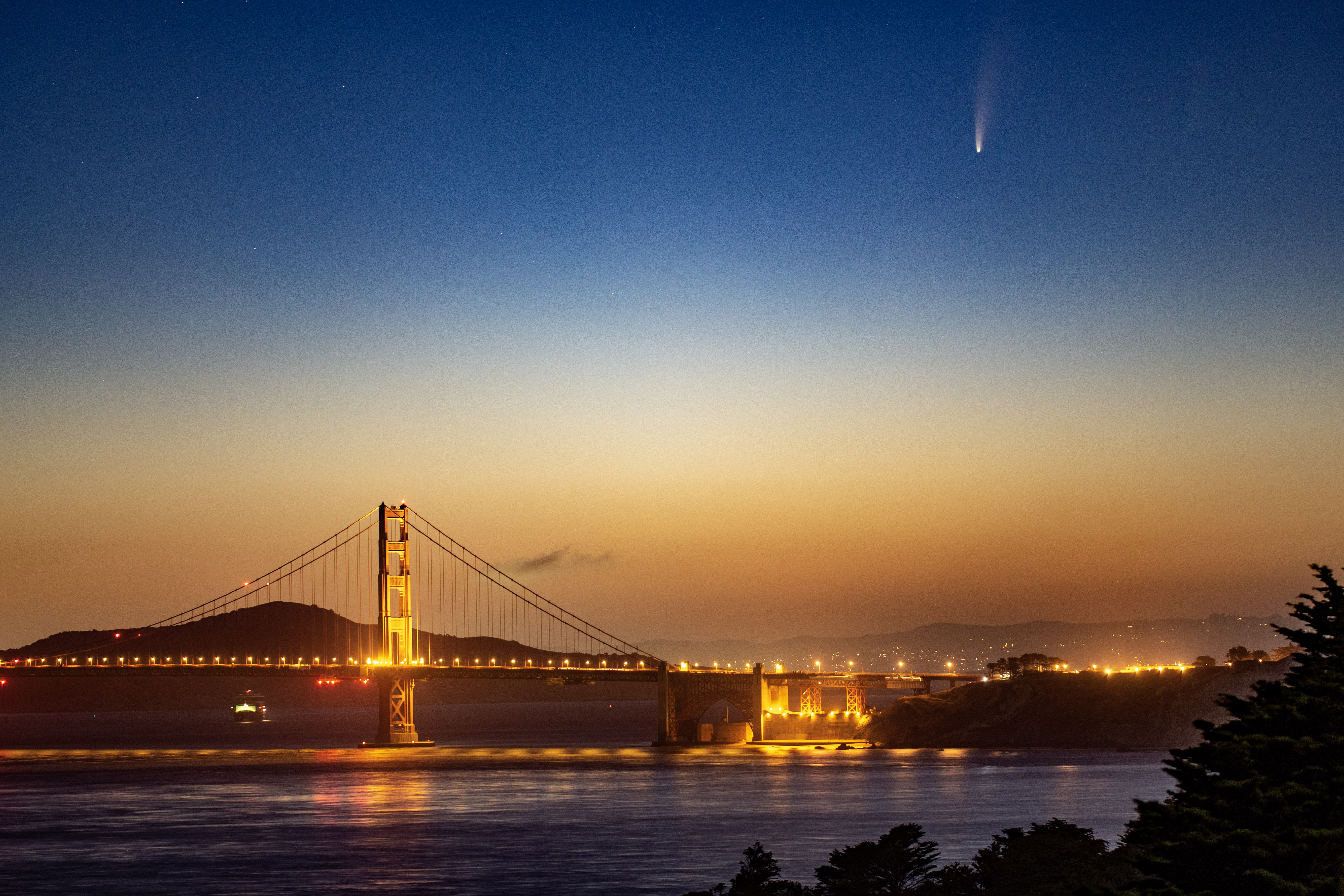
Cometa C/2020 F3 (NEOWISE) em 7 de julho de 2020 sobre a Ponte Golden Gate, Califórnia, Estados Unidos
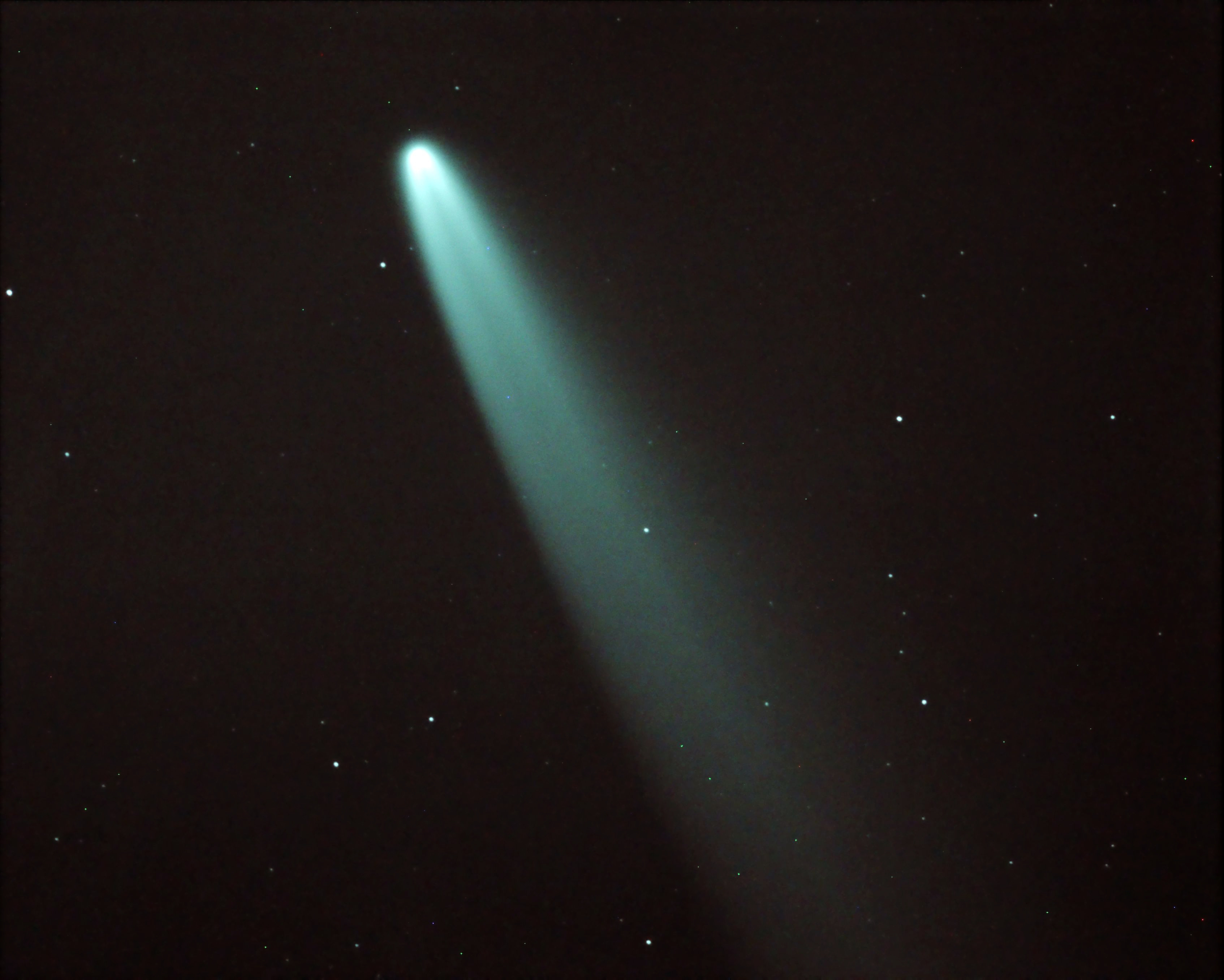
C/2020 F3 (NEOWISE) fotografado em 9 de julho de 2020, através de um telescópio com 11 pol (280 mm) objetivo. A orientação está incorreta, pois o cometa sempre aponta para baixo em direção ao horizonte à noite; a imagem está de cabeça para baixo porque foi fotografada através de um telescópio astronômico que apresentava uma imagem invertida.
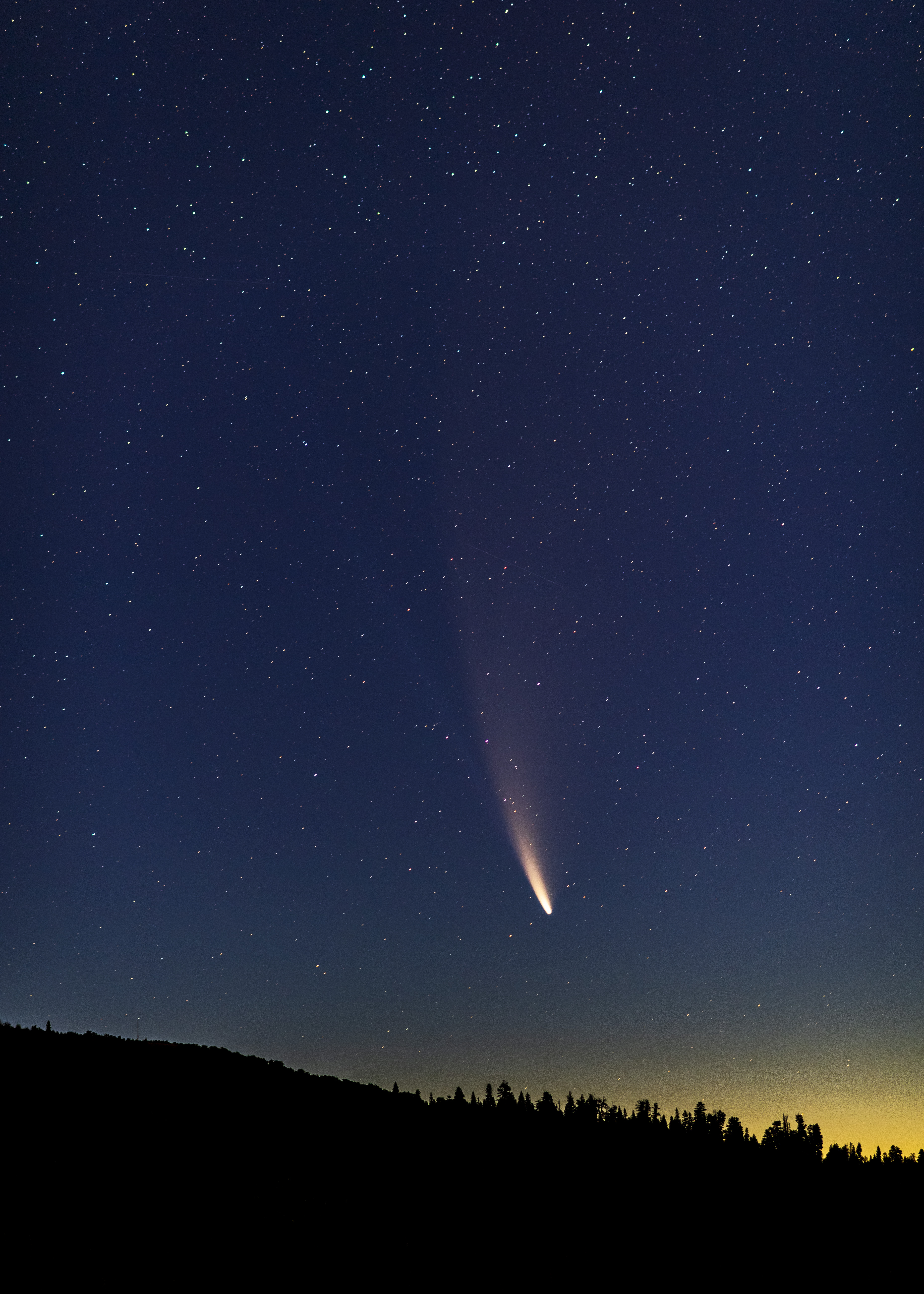
Trilha do cometa C/2020 F3 Neowise sobre Salt Lake City. Luz ultravioleta ioniza o gás neutro expelido do cometa, e o vento solar carrega esses íons diretamente do Sol para formar a cauda de íons (cauda esquerda). A cauda de poeira, por outro lado, é neutra, composta de pequenas partículas de poeira. A pressão da radiação solar empurra essas partículas para longe do núcleo do cometa. Essas partículas continuam a seguir a órbita do cometa ao redor do Sol e formam uma cauda difusa e curva que normalmente aparece branca ou rosa da Terra (cauda direita). Terça-feira, 14 de julho, 4:27, 2020
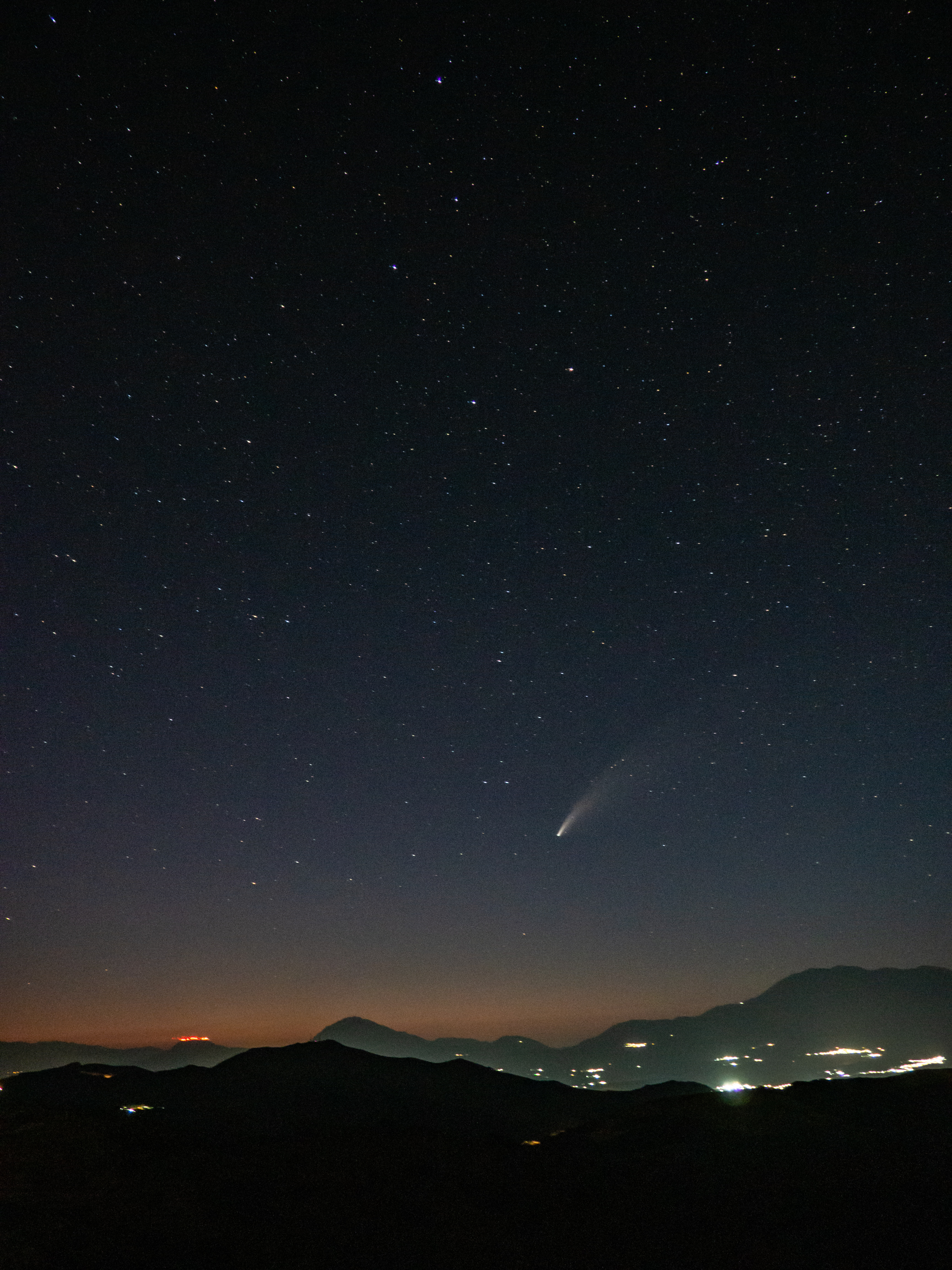
Cometa NEOWISE em 17 de julho de 2020, 18:59 UTC, quando entrou na Ursa Maior, visto de Asterousia, Creta.
O cometa C/2020 F3 (NEOWISE) à meia-noite de 18 de julho de 2020. Uma time-lapse tirada do Parque Nacional de Shenandoah, Virgínia, EUA. A vista estava girando porque a lente estava em uma montagem de rastreamento.
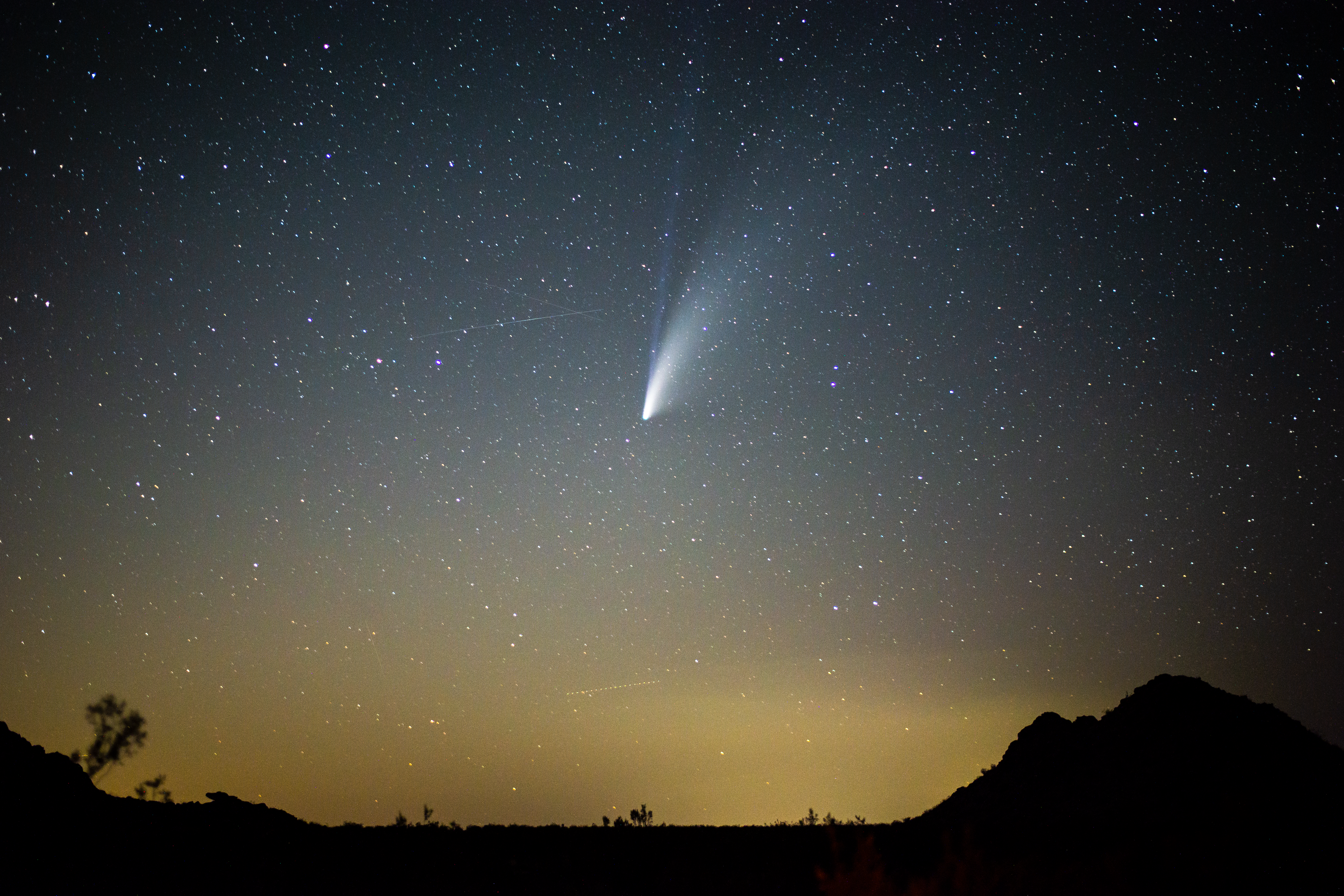
O cometa C/2020 F3 (NEOWISE) capturado sobre o Parque Nacional de Joshua Tree, Califórnia, em 21 de julho de 2020 às 05:03 UTC
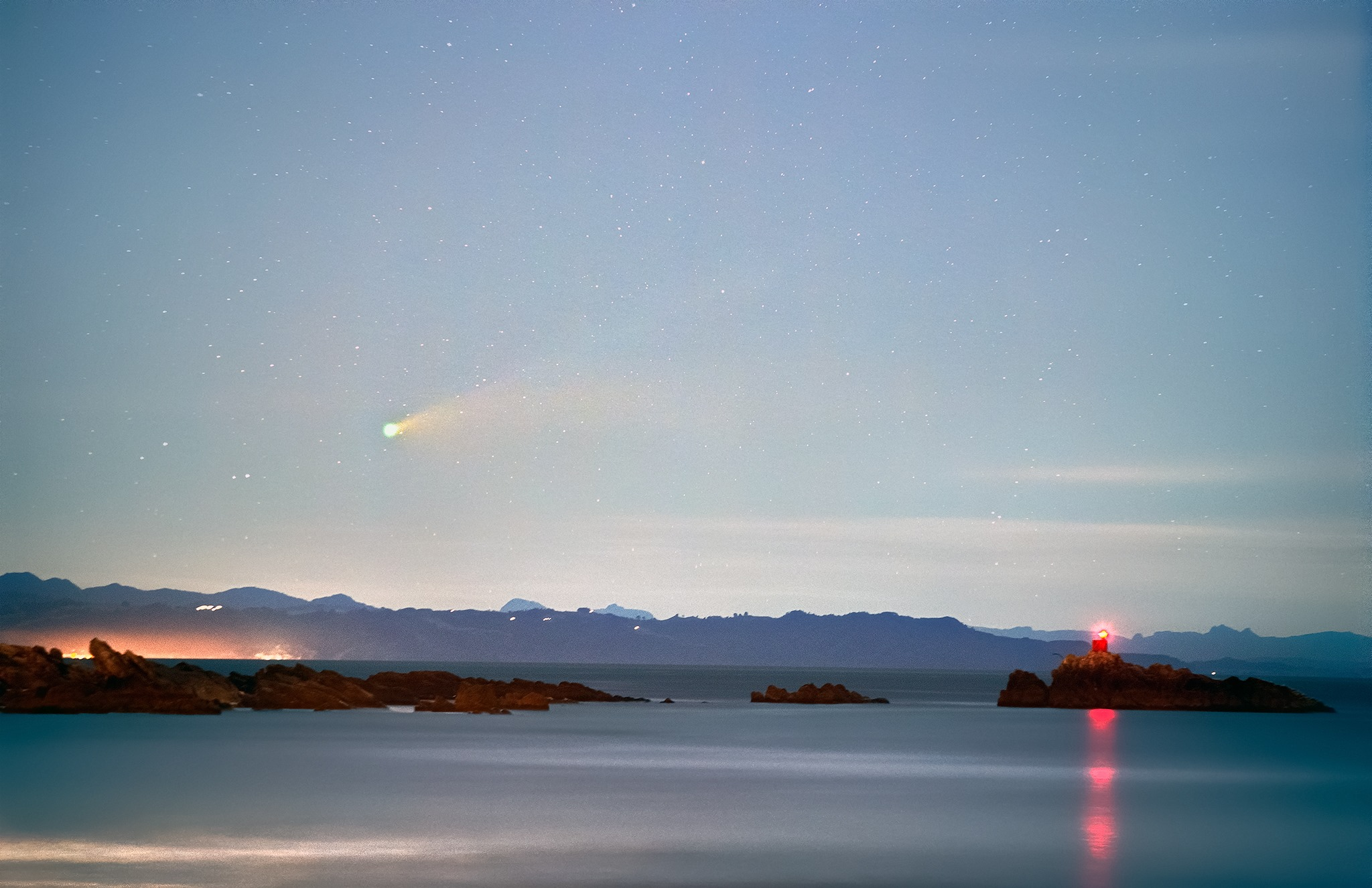
Cometa C/2020 F3 visível do hemisfério sul. Foto do Monte Maunganui, Tauranga, Nova Zelândia em 27 de julho de 2020 às 06:45 NZT